# CDツイン はる・なつ・あき・ふゆ こどものうた
『CDツイン はる・なつ・あき・ふゆ こどものうた』（シーディーツイン はる・なつ・あき・ふゆ こどものうた）は、コロムビアミュージックエンタテインメントから発売されている2枚組の童謡のアルバム。2003年6月18日発売。

## 概要
- 季節の童謡を50曲収録したアルバム。

## 収録曲

### Disc 1
- 規格品番は、COCX-32243。
- CDの色は、マゼンタ。

4月
- 1.せんせいとおともだち
- 2.チューリップ
- 3.ちょうちょう
- 4.緑っていいね

5月
- 5.こいのぼり
- 6.ピクニック・マーチ
- 7.さんぽ
- 8.おかあさん

6月
- 9.虫歯建設株式会社
- 10.虫歯のこどもの誕生日
- 11.こどもみたいなお父さん
- 12.おニューのゴムなが
- 13.あめふり
- 14.かたつむり

7月
- 15.たなばたさま
- 16.うみ
- 17.虹のむこうに
- 18.お祭り大好き!

8月
- 19.キャンプだホイ!
- 20.アイスクリームのうた
- 21.おばけなんてないさ
- 22.花火

9月
- 23.赤とんぼ
- 24.ちいさい秋みつけた
- 25.元気でね

### Disc 2
- 規格品番は、COCX-32244。
- CDの色は、ロイヤルブルー。

10月
- 1.あきがあっきた
- 2.どんぐりころころ
- 3.虫のこえ
- 4.紅葉

11月
- 5.たきび
- 6.やきいもグーチーパー
- 7.あさいちばんはやいのは
- 8.ちょっとまって ふゆ

12月
- 9.あわてんぼうのサンタクロース
- 10.赤鼻のトナカイ
- 11.ジングル・ベル
- 12.お正月

1月
- 13.ウキウキ・ブギウギお正月!
- 14.北風小僧の寒太郎
- 15.コンコンクシャンのうた

2月
- 16.雪
- 17.ほっかほかのほ
- 18.まめまき
- 19.ふゆのプレゼント

3月
- 20.どこかで春が
- 21.うれしいひなまつり
- 22.OH!ひな祭り
- 23.一年生になったら
- 24.ドキドキドン!一年生
- 25.思い出のアルバム